# Сіверський кінно-єгерський полк
Сіверський карабінерний полк (рос. дореф. Сѣверскій Конно-Егерскій полкъ) — кавалерійський полк російської імператорської армії що почав формуватися з 1783 та існував до 1833 року. Початково складений переважно з вибірних козаків із сотень колишнього Миргородського та Гадяцького полку Гетьманщини та ймовірно частки легкокінного Сіверського полку.
Під час своєї історії був також: кінним (1783), карабінерним (1784—1796), а також драгунським (1796—1812) та з 1812 року вже кінно-єгерським.
Російські енциклопедичні видання частіше формально ведуть історію формування від одного з компанійських полків Гетьманщини, що були засновані у 1668 роках (та у 1775 р. стали регулярними легкокінними).

## Історія

### Створення (як карабінерського полку)
З ліквідацією полкового устрою на Гетьманщині, указом Катерини ІІ від 28 червня у 1783 року наказувалось з колишніх 9 козацьких полків сформувати 10 кінних полків у число яких рахувались і раніш створені легкокінні полки (Київський, Сіверський, Чернігівський) які до 1775 були компанійськими. На ділі ж генерал-фельдмаршал граф Румянцев, який займався реформуванням, у ході тривалої переписки з імператрицею переконав її увести певні зміни, що стосувались соціальних та військових аспектів реформи. Це відобразилось на тому, що на початку 1784 року було дозволено полки, що досі формувались «именовать карабинерными». Та зрештою, як виявилось, за доповіддю Румянцева від 5 червня 1784 року усі десять полків були укомплектовані здебільшого вибірними козаками із колишніх полкових сотень, а люди і коні з колишніх трьох легкокінних полків розбивалися на 10 рівних частин між цими полками. Три з цих новостворених карабінерних полків також перейняли назви «Київський», «Чернігівський» та, зокрема, і «Сіверський».
Основник документів, про створення Сіверського карабінерського полку відомо мало, проте точно відомо з яких полкових сотень набирались у карабінери колишні виборні козаки:
| Назва колишнього козацького полку | З яких сотень колишніх козацьких полків проводився відбір у Сіверський карабінерний полк |
| --------------------------------- | ---------------------------------------------------------------------------------------- |
| Миргородський полк                |                                                                                          |
| Першомиргородська                 |                                                                                          |
| Другомиргородська                 |                                                                                          |
| Хорольська                        |                                                                                          |
| Городиська                        |                                                                                          |
| Голтв'янська                      |                                                                                          |
| Білоцерківська                    |                                                                                          |
| Остапівська                       |                                                                                          |
| Багацька                          |                                                                                          |
| Устивицька                        |                                                                                          |
| Яреськівська                      |                                                                                          |
| Сорочинська                       |                                                                                          |
| Шишацька                          |                                                                                          |
| Гадяцький полк                    |                                                                                          |
| Першоковалівська                  |                                                                                          |
| Другоковалівська                  |                                                                                          |
| Першоопішнянська                  |                                                                                          |
| Другоопішнянська                  |                                                                                          |
| Третьоопішнянська                 |                                                                                          |
| Куземинська                       |                                                                                          |
| Грунська                          |                                                                                          |
| Лютенська                         |                                                                                          |
| Третьозіньківська                 |                                                                                          |

### Подальша служба
У 1790-му році 6-й ескадрон полку виділений на формування Київського кінно-єгерського полку.
29 листопада 1796 року перейменований на Сіверський драгунський полк.
26 лютого 1798 полку надані штандарти (один з білим хрестом і кутами чорними з помаранчевим, і чотири з хрестами помаранчевими і кутами чорними; бахрома срібна).
5 жовтня 1798 року полк перейменовано на Драгунський генерал-майора фон Дістерло.
28 травня 1800 року полк перейменовано на Драгунський генерал-майора Єсипова 2-го.
29 березня 1801 року знову перейменований на Сіверський драгунський полк.
16 травня 1803 року один ескадрон виділено формування Новоросійського драгунського полку; натомість сформовано новий ескадрон.
17 грудня 1803 року заснований запасний напівескадрон, скасований 8 листопада 1810 року.
У грудні 1811 року полку присвоєно старшинство з 1776 року (підтверджено 11 березня 1816).
Під час французько-російської війни 1812 року полк організаційно входив до 19 бригади 6 кавалерійської дивізії та знаходився в складі корпусу Ессена.
17 грудня 1812 року перейменований на Сіверський кінно-єгерський полк. Штандарти велено здати на зберігання. Під цією назвою полк брав участь у Наполеонівських війнах (війни шостої коаліції (1813—1814)).
27 грудня 1812 року наказано привести полк до складу 6 діючих і 1 запасного ескадронів.
20 грудня 1828 року на герби та ґудзики присвоєно № 1.
18 жовтня 1829 замість запасного ескадрону наказано утворити піший резерв.

### Скасування полка
2 квітня 1833 року наказано Сіверський кінно-єгерський полк розформувати, відповідно до Положення про переформування кавалерії від 21 березня 1833 року. 1-й і 2-й ескадрони та піший резерв, старшинство і відзнаки передано до 1-го Московського драгунського полку, 3-й і 4-й ескадрони — до 1-го Санкт-Петербурзького уланського полку, 5-й та 6-й ескадрони — до 5-го Литовського уланського полку.

### Подальша доля відзнак та «старшинства» Сіверського полка
18 вересня 1856 старшинство і відзнаки Сіверського кінно-єгерського полку передано до Єлисаветградського драгунського полку, сформований тоді ж з частини ескадронів Лейб-драгунського Його Величності полку (на той час назва Московського полку).
7 липня 1857 року Єлисаветградський драгунський полк найменований на Єлисаветградський драгунський Його Королівського Високості Принца Карла Баварського полк.
14 травня 1860 року до Єлисаветградського драгунського полку приєднано штандартний взвод розформованого Лейб-Кірасирського Псковського Її Величності кадрового полку і полк перейменований на 2-й лейб-драгунський Псковський полк.
Лейб-драгунський Псковський полк проіснував в збройних силах до самого кінця Російської імперії), а пізніше існував у білому русі. За старшинство полку вказувався 1668 рік. Тобто рік заснування колишнього Сіверського кінно-єгерського полку.

## Бойовий шлях полка
Полк брав участь у Північній війні 1700—1721 років.
Під час російсько-турецької війни (1768—1774), в1771 році, брав участь у штурмі фортець Арабат, Керч і Єні-Кале.
Під час наступної російсько-турецької війни (1787—1791), в 1788 році, полк призначено до складу Української армії.
Під час французько-російської війни 1812 року полк перебував у Дунайської армії.
Полк відзначився під час війни шостої коаліції (1813—1814).

## Відзнаки полку
30 серпня 1814 року Сіверському кінно-єгерському полку надані срібні труби з написом «Сіверському кінно-єгерському полку за відмінні подвиги, виявлені в пам'ятну кампанію, благополучно закінчену в 1814».
У 1833 році труби передані в 1-й лейб-драгунський Московський полк, а в 1856 році — в Єлисаветградський драгунський полк (з 1860 року — Лейб- драгунський Псковський Ея Величності полк).

## Шефи полку
- 03.12.1796 — 08.09.1797 — генерал-лейтенант Леванідов Андрій Якович
- 08.09.1797 — 05.10.1798 — генерал-майор Глазенап Карл Іванович
- 05.10.1798 — 28.05.1800 — генерал-майор фон Дістерло Степан Єгорович
- 28.05.1800 — 18.05.1803 — генерал-майор Єсипов Федір Петрович
- 18.05.1803 — 12.06.1803 — генерал-майор Великопольський Антон Петрович
- 12.06.1803 — 12.01.1804 — генерал-майор Венгерський Петро Олексійович
- 15.01.1804 — 24.09.1806 — генерал-майор Бухгольц Карл Карлович
- 28.09.1806 — 01.09.1814 — полковник (з 12.12.1807 генерал-майор) Денісьєв Лука Олексійович
- 26.01.1816 — 02.04.1833 — великий князь (з 14.12.1825 імператор) Микола Павлович

## Командири полку
- До 1795 — 23.11.1797 — полковник Білуха Павло Дмитрович
- 04.04.1798 — 11.07.1799 — полковник Сакен Олександр Христофорович
- 17.09.1799 — 19.01.1805 — полковник Черниш Іван Іванович
- 24.04.1805 — 30.10.1806 — майор Петригін Петро Олексійович
- 30.10.1806 — 25.09.1807 — полковник Шишкін Микола Андрійович
- 06.06.1808 — 19.03.1826 — підполковник (з 06.04.1816 полковник) Лепарський Станіслав Романович
- 19.03.1826 — 02.04.1833 — полковник Катаржі Павло Ілліч

## Особистості
- У 1796—1797 роках ротмістром Сіверського карабінерного та Харківського кірасирського полків значився Григорій Квітка-Основ'яненко.
- У 1796—1808 роках у полку служив Іван Котляревський. У чині штабс-капітана в 1806—1807 роках брав участь у російсько-турецькій війні[4].
- У 1825—1827 роках у полку юнкером служив Іван Скоропадський.

## Однострої

### Франко-російська війна 1812 року
Драгунський мундир з темно-зеленого сукна, того ж типу, що і у піхотних полках, але з коротшими фалдами. Погони, комір і обшлага відповідного для полку помаранчевого кольору. Металеві деталі однострою, білі. Відвороти фалд — червоні. Панталони білі суконні. Рейтузи і кітель кірасирського зразка. Шинель також кірасирського зразка, але з погонами та комірами як на мундирі. Кашкети суконні темно-зеленого кольору, з околію за кольором коміра, з нашитим номером ескадрону, та з випушками за ескадронними кольорами. Каски були кірасирського зразка з зображенням імперського орла. Сурмачі, мали на касках червоний султан.
Унтер-офіцери відрізнялися від нижніх чинів галунною нашивкою на комірі та обшлагах.
Офіцери поза строєм одягали темно-зелені сюртуки та панталони.